# Bernard Blum
Pour les articles homonymes, voir Blum.
Bernard Blum (né le 1er septembre 1935 à Besançon et décédé le 13 août 2014 à Paris 13e) est un scientifique agronome et dirigeant d'entreprise spécialiste de la protection biologique intégrée. Il coopéra avec l'INRA puis l'IRD, avant de devenir chef du service protection des plantes du CIRAD Côte d'Ivoire. Il intègre ensuite la direction du groupe Syngenta et en devient directeur du développement, et fonde en parallèle Agrometrix, participe au lacement de l'association internationale des producteurs d’agents et produits de biocontrôle (IBMA) dont il a été le premier responsable, et conduit plusieurs groupes d'études et de travail pour l'OCDE. Membre du conseil d'administration de l'AFA, acteur de l'Académie d'agriculture
, il préside aussi l'Académie du Biocontrôle et de la Protection Biologique Intégrée.